# Amidine

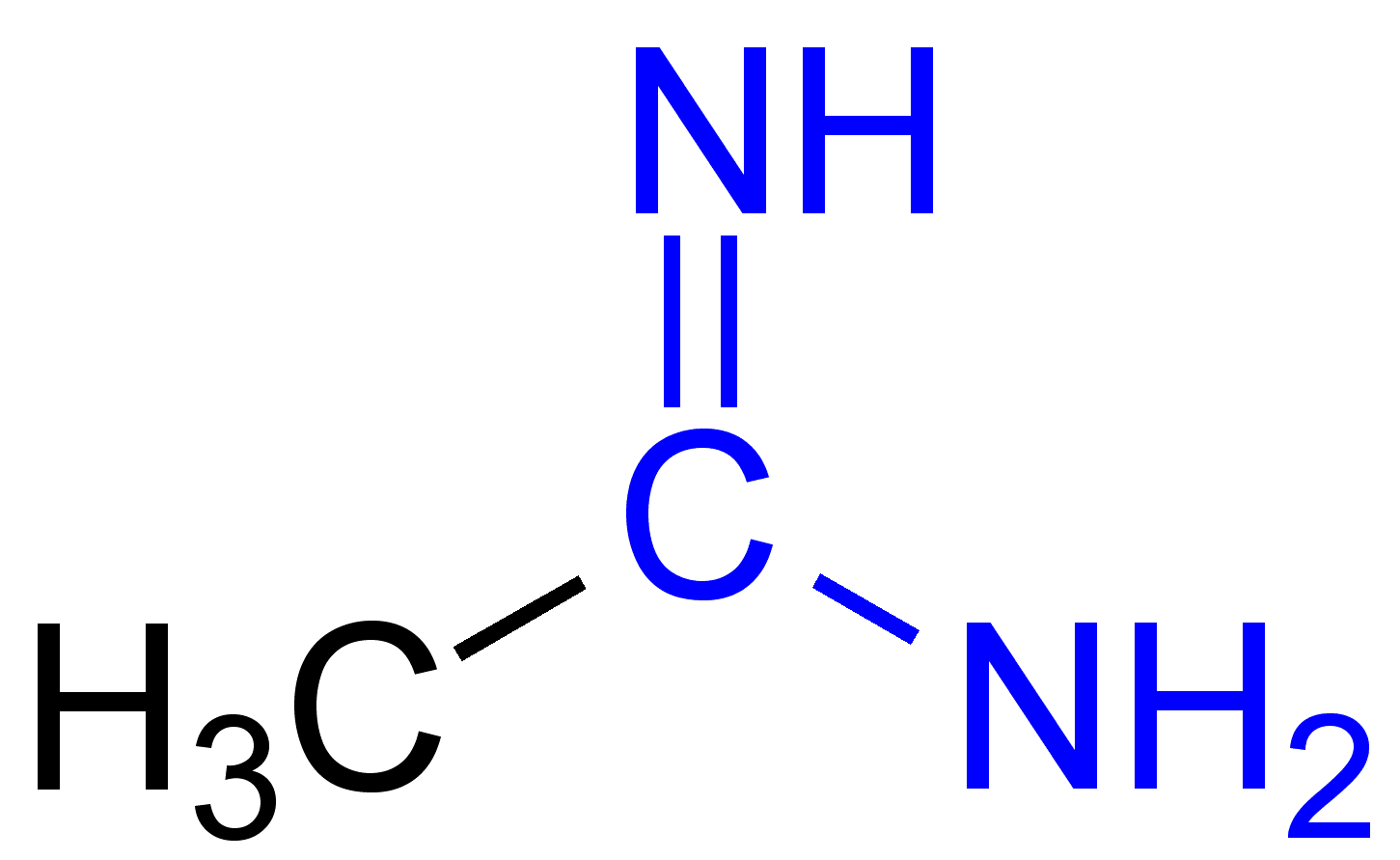
Structuurformule van acetamidine, de eenvoudigste amidine

Een amidine is een organische verbinding die omschreven kan worden als een amide waarvan de carbonylgroep is omgezet in een imine. Het eenvoudigste stabiele amidine is acetamidine. De Duitse chemicus Adolf Pinner heeft de amidinen uitvoerig bestudeerd.

## Structuur
De algemene structuurformule van een amidine is: R-C(=NH)-NH2, waarin R staat voor een koolstofhoudende rest. 

## Eigenschappen
Amidinen zijn sterk basisch en vormen stabiele zouten. Men vindt ze als bouwsteen in pyrimidinen. 